# Bogomir Ecker

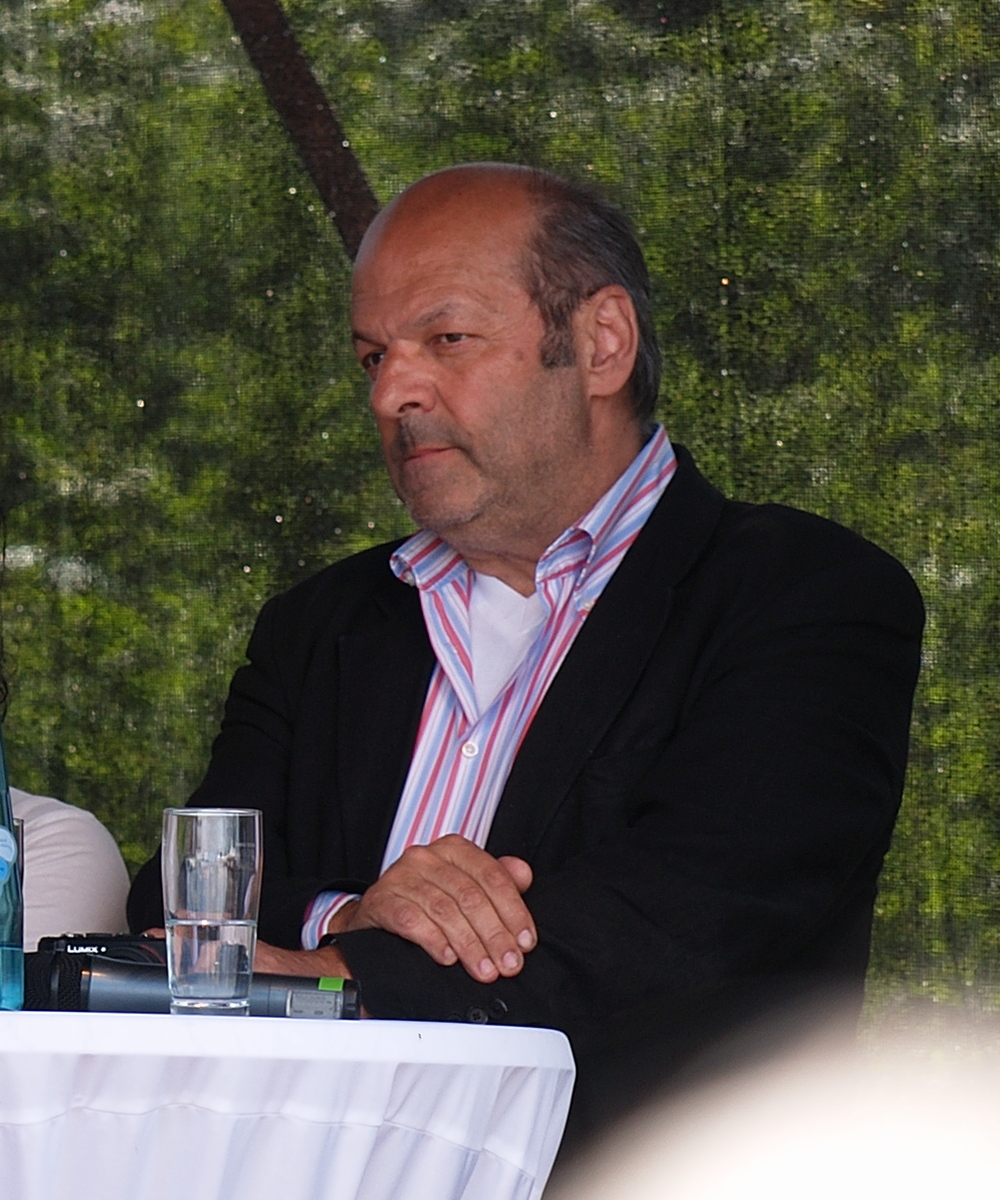
Bogomir Ecker bei Eröffnung der Emscherkunst.2010

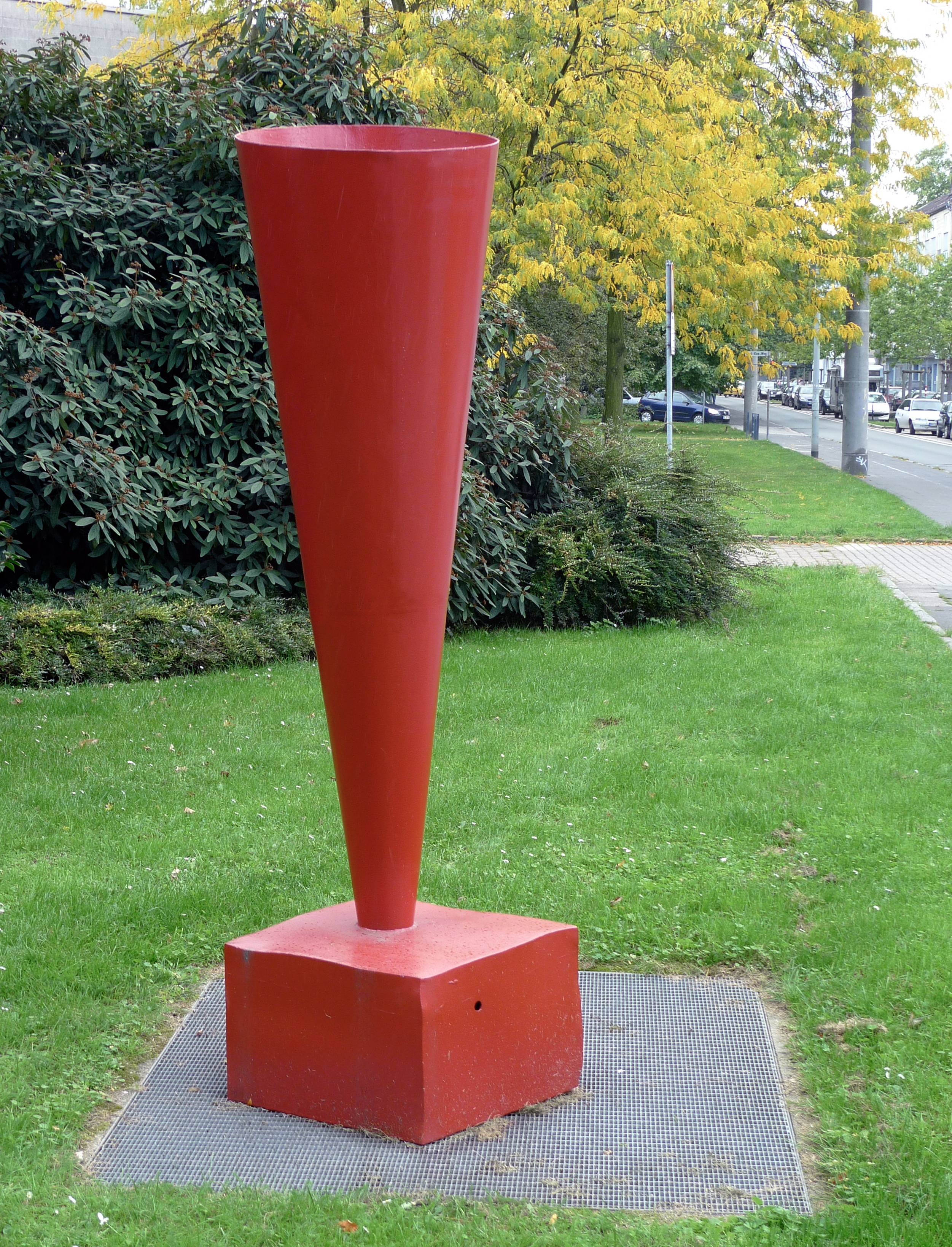
Boden-ein Hertz (1990), Lehmbruckmuseum Duisburg, Skulptur im öffentlichen Raum

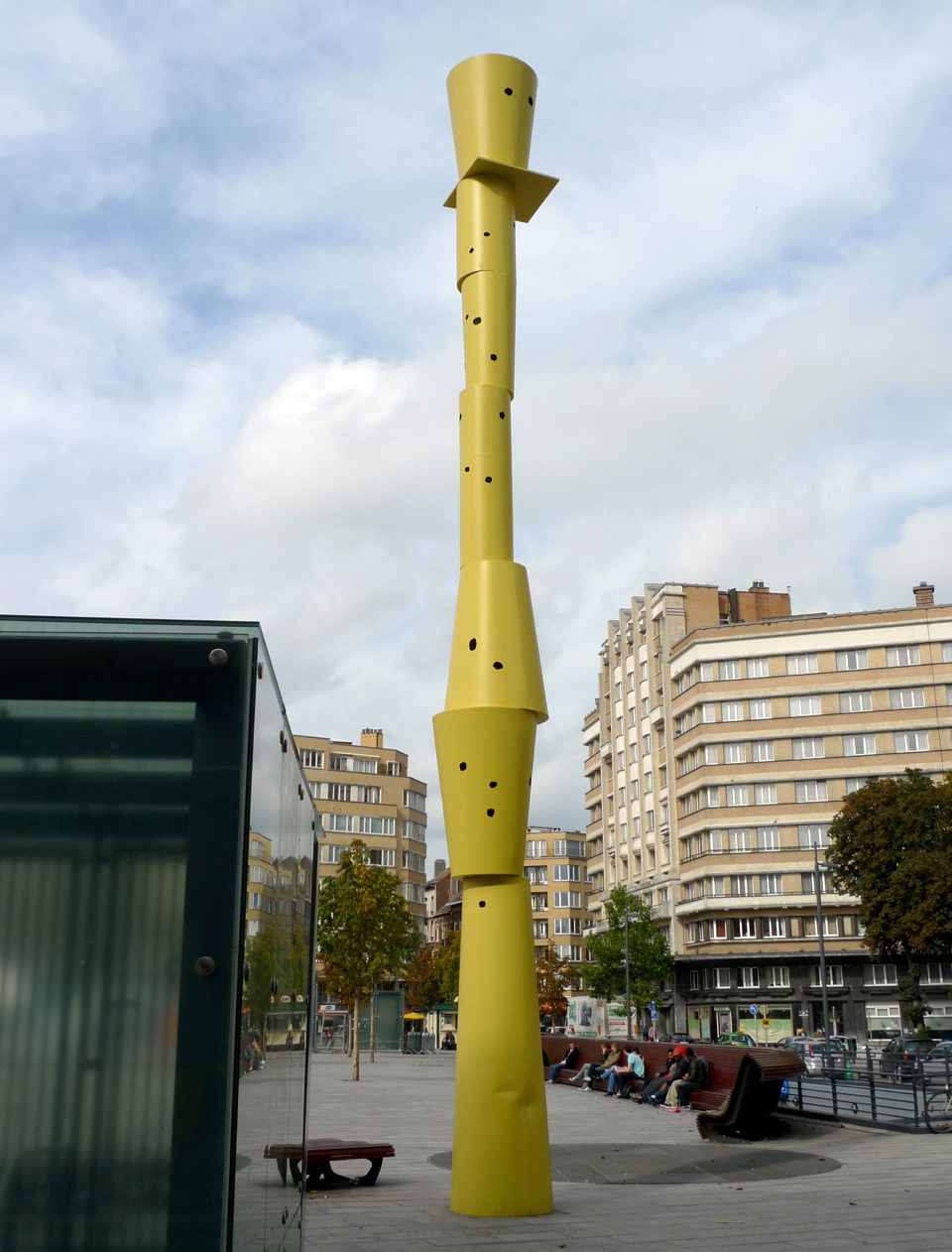
Longitudi I Place Flageyplan (2009), Brüssel, Skulptur im öffentlichen Raum

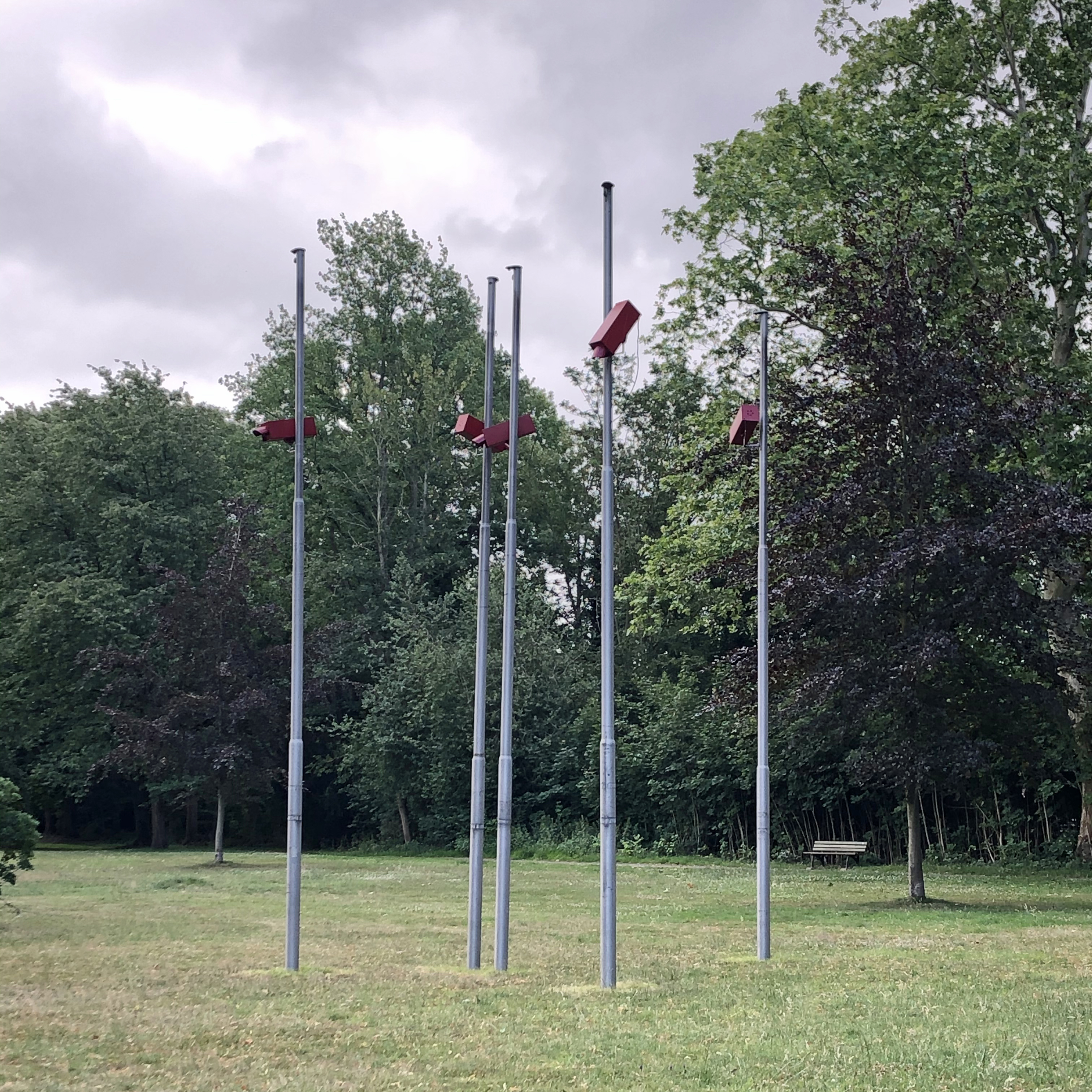
vedere (2001), temporär im Lantz’schen Park, 2020

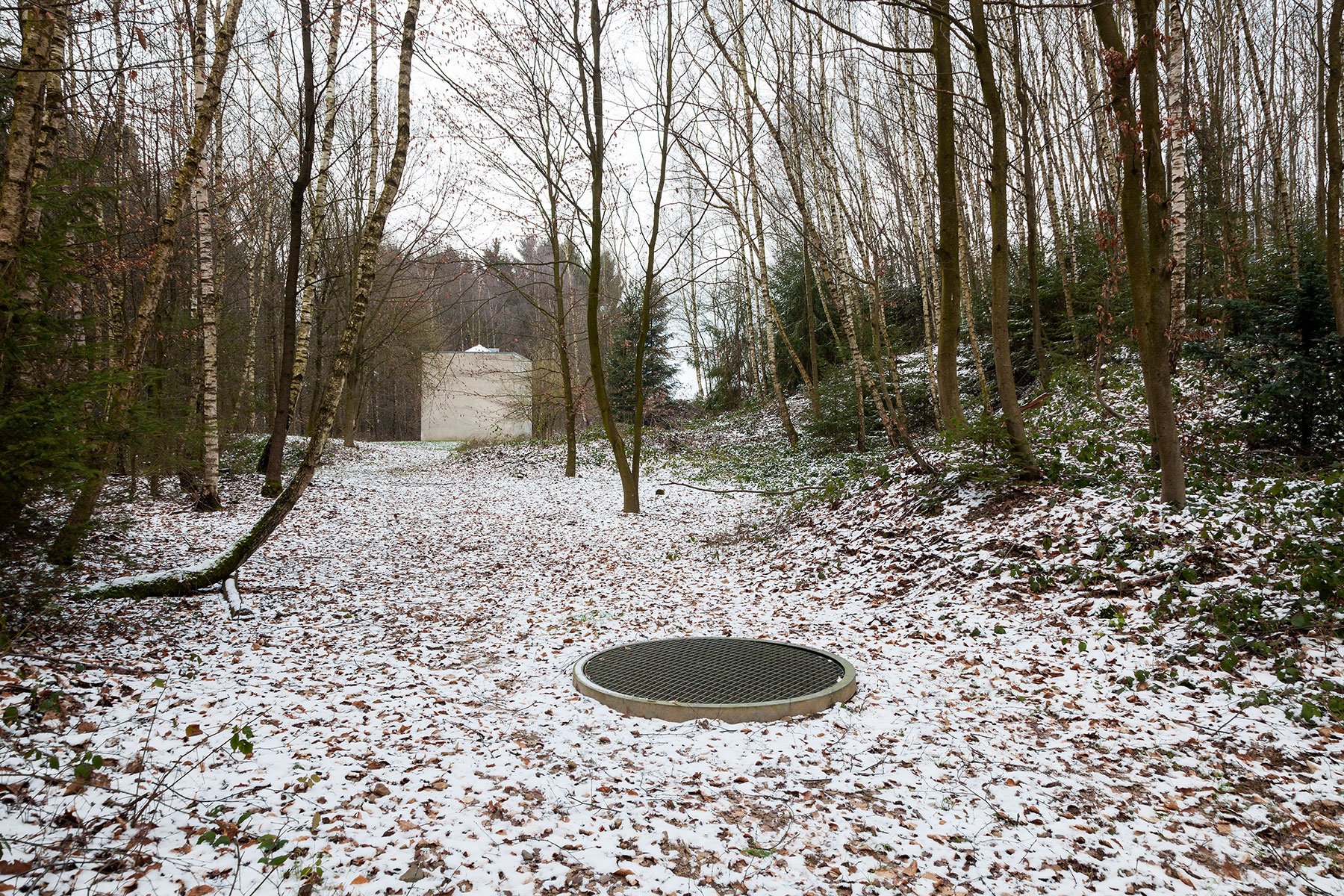
Schrei (1991/92), Schacht 210 × Ø 139 cm, Kugel 75 cm, Gitter 2,5 × 128,5 cm, Mundhöhle 8 × 8 × 14 cm. Standort: im Tal (Skulpturenpark) zwischen Hasselbach und Werkhausen.

Bogomir Ecker (* 29. Mai 1950 in Maribor, Jugoslawien) ist ein deutscher Bildhauer und Objektkünstler, Fotograf und Installationskünstler.

## Leben und Werk
Bogomir Ecker kam im Alter von sechs Jahren nach Deutschland. Er wuchs in Duisburg auf und studierte, nach einer Schriftsetzerlehre von 1965 bis 1968, von 1971 bis 1973 an bei Horst Egon Kalinowski an der Kunstakademie Karlsruhe und anschließend bis 1979 bei Fritz Schwegler und Erich Reusch an der Kunstakademie Düsseldorf. Von 1993 bis 2002 war er Professor für Bildhauerei an der Hochschule für bildende Künste Hamburg und von 2002 bis zur Emeritierung 2016 Professor an der Hochschule für bildende Künste in Braunschweig.
Ecker ist Documenta-Teilnehmer und seit 2003 Mitglied der Akademie der Künste Berlin. Er ist mit Kunst im öffentlichen Raum und kontextbezogenen Skulpturen bzw. Installationen bekannt geworden. Er beschäftigt sich in seinem Werk mit Phänomenen der Technik und Kommunikation als den prägenden Impuls dieser Gesellschaft. Seine Werke zeichnen sich dadurch aus, dass stets naturwissenschaftliche Betrachtungsweisen in sie einfließen. Sie thematisieren Sinneswahrnehmungen und Kommunikation, insbesondere das Sehen und das Hören, und besitzen häufig einen technischen oder apparateartigen Charakter, ohne die Technik um ihrer selbst willen in den Mittelpunkt zu rücken. In den Skulpturen, die sich auf der Grenzlinie zwischen Ironie und Romantik bewegen, wird oftmals das Alltägliche wie auch das Geheimnisvolle, das Triviale und das Phantastische assoziierbar.
Eines seiner bekanntesten Werke ist die „Tropfsteinmaschine“ in der Hamburger Kunsthalle.
Verschiedene kuratorische Tätigkeiten: wie „Das Künstlermuseum“, 2002, „NUR SKULPTUR“, 2013, Kunsthalle Mannheim, und „lens-based Sculpture“ 2014, Akademie der Künste Berlin. „Idylle + Desaster“, 2012, Museum für Fotografie Berlin und Photomuseum Braunschweig zeigte Ecker seine umfangreiche Sammlung anonymer Fotografie. Bogomir Ecker lebt und arbeitet in Düsseldorf.

## Ausstellungen
- 1986: Städtische Galerie im Lenbachhaus und Kunstbau, München, Bogomir Ecker – Die Skulptur ganz innen (Teil III)
- 2003: Neues Museum – Staatliches Museum für Kunst und Design in Nürnberg, Prototypen II, 1991–1999
- 2006: Kunsthalle Hamburg, 10 Jahre Tropfsteinmaschine
- 2006: Museum Folkwang Essen, Man ist nie allein (2007 auch: Kunsthalle Hamburg)
- 2008: Akademie der Künste, Berlin, Das Jahr 2352
- 2009: Museum für Moderne Kunst, Haus am Dom, Frankfurt am Main, Angel Dust
- 2010: EMSCHERKUNST.2010 mit dem Projekt reemrenreh (kaum Gesang)[2]
- 2012: Kontakt-Schlaufen-Problematik, Städt. Galerie Wolfsburg
- 2013: Idylle und Desaster, Museum für Fotografie Berlin, Museum für Photographie Braunschweig
- 2013: Die Bildhauer, Kunstsammlung NRW
- 2013: NUR SKULPTUR, Kunsthalle Mannheim
- 2014: lens-based sculpture, Akademie der Künste Berlin, Kunstmuseum Liechtenstein
- 2016: The Power of the Avantgarde, Palais des Beaux-Arts, Brüssel
- 2017: Museum Folkwang, Essen, 6 ½ Wochen (2. Folge): Ecker Riemer Ruff – Retouched
- 2018/2019: Von der Heydt Kunsthalle, Wuppertal, Bogomir Ecker. Was das Foto verschweigt
- 2020: vedere, Internationaler Skulpturenpark, Lantz’scher Park, Düsseldorf-Lohausen
- 2022: Kunsthalle Hamburg, Futura. Vermessung der Zeit